# فرانک ماور
فرانک ماور (آلمانی: Frank Mauer؛ زادهٔ ۱۲ آوریل ۱۹۸۸) بازیکن هاکی روی یخ اهل آلمان است.